# Amen (Drenthe)
Pour les articles homonymes, voir Amen (homonymie).
Amen est un village néerlandais de la commune d'Aa en Hunze, situé dans la province de Drenthe. Le 1er janvier 2020, la population s'élevait à 95 habitants.